# Kylie Palmer
Kylie Jayne Palmer (Brisbane, 25 de fevereiro de 1990) é uma nadadora australiana.
Nos Jogos Olímpicos de Pequim 2008 ganhou a medalha de ouro no revezamento 4x200 m livres australiano, além de ficar em sexto lugar nos 800 metros livres.
Em 2009, recebeu a medalha da Ordem da Austrália, "pelos serviços prestados ao esporte, como medalhista de ouro de Pequim 2008".
Nos Jogos Olímpicos de Londres 2012 ficou em 11º lugar nos 400 metros livres.